# Fatty's Bryllupsdag
Fatty's Bryllupsdag er en amerikansk stumfilm fra 1917 af Roscoe Arbuckle.

## Medvirkende
- Roscoe "Fatty" Arbuckle
- Al St. John som Rival Suitor
- Buster Keaton som Delivery Boy
- Alice Mann som Alice
- Arthur Earle